# Jin Xiang
Jin Xiang (født 20. April 1935 i Nanjing, Kina, død 23. December 2015) var en kinesisk komponist, dirigent, lærer og pianist.
Xiang studerede komposition på Central Conservatory of Music i Beijing hos Chen Peixun. Han var dirigent i byen Urumqi i Xinjiang (1973-1979), og blev dirigent for Beijing Symfoniorkester (1979-1984). Xiang har skrevet orkesterværker, kammermusik, operaer, korværker, filmmusik og musik til tv etc. Han var lærer og rektor i komposition på Musikkonservatoriet i Beijing (1989-1990).

## Udvalgte værker
- "Sne Lotus" (1982) - for orkester
- Sinfonietta "WU" (1997)- for orkester
- "Yunnan" (2001) - for kor
- Symfonisk overture (1996-1997) - for orkester
- "Yang Guifei" (2004) - opera
- "Nanjing Lament" (1997) - kammermusik